# Andrzej Grabarczyk
Andrzej Grabarczyk, född 31 maj 1953 i Włodawa, Polen, är en polsk skådespelare.